# Temporada 2019-20 del Campeonato Mundial de Resistencia de la FIA
La temporada 2019-20 del Campeonato Mundial de Resistencia de la FIA (FIA WEC) fue la octava edición y segunda en formato bianual del Campeonato Mundial de Resistencia. Es coorganizado por la Federación Internacional del Automóvil (FIA) y Automobile Club de l'Ouest (ACO). Esta temporada contuvo ocho carreras, dentro de las cuales una eran las 24 Horas de Le Mans 2020.

## Calendario
El calendario provisorio 2019-20 del Campeonato Mundial de Resistencia de la FIA consistirá de las siguientes carreras. El 2 de diciembre de 2019 se anunció que debido a que el promotor de las 6 Horas de São Paulo no cumplió con sus obligaciones contractuales con el campeonato, esta ronda se cancelaría y se reemplazaría por las 6 Horas del Circuito de las Américas. La FIA también retrasó tres semanas la fecha para evitar conflictos con la Super Bowl LIV y el Ciudad de México ePrix.
Las 1000 Millas de Sebring fueron canceladas debido a la epidemia de enfermedad por coronavirus. Debido a esto mismo, Spa y Le Mans cambiaron de fecha y se agregó otra carrera en Bareín para reemplazar a las 1000 millas en noviembre.
| Ronda               | Carrera                      | Circuito                           | Lugar                    | Fecha                         |
| ------------------- | ---------------------------- | ---------------------------------- | ------------------------ | ----------------------------- |
| 1                   | 4 Horas de Silverstone       | Circuito de Silverstone            | Silverstone, Reino Unido | 1 de septiembre de 2019       |
| 2                   | 6 Horas de Fuji              | Fuji Speedway                      | Shizuoka, Japón          | 6 de octubre de 2019          |
| 3                   | 4 Horas de Shanghái          | Circuito Internacional de Shanghái | Shanghái, China          | 10 de noviembre de 2019       |
| 4                   | 8 Horas de Baréin            | Circuito Internacional de Baréin   | Sakhir, Baréin           | 14 de diciembre de 2019       |
| 5                   | Lone Star Le Mans            | Circuito de las Américas           | Austin, Estados Unidos   | 23 de febrero de 2020         |
| 6                   | 6 Horas de Spa-Francorchamps | Circuito de Spa-Francorchamps      | Spa, Bélgica             | 15 de agosto de 2020          |
| 7                   | 24 Horas de Le Mans          | Circuito de la Sarthe              | Le Mans, Francia         | 19 y 20 de septiembre de 2020 |
| 8                   | 8 Horas de Baréin            | Circuito Internacional de Baréin   | Sakhir, Baréin           | 14 de noviembre de 2020       |
| Carreras canceladas |                              |                                    |                          |                               |
|                     | 1000 Millas de Sebring       | Sebring International Raceway      | Sebring, Estados Unidos  | 20 de marzo de 2020           |

## Escuderías y pilotos

### LMP1
| Equipo               | Automóvil           | Motor                   | Neu. | N.º | Pilotos           | Carreras |
| -------------------- | ------------------- | ----------------------- | ---- | --- | ----------------- | -------- |
| Rebellion Racing     | Rebellion R13       | Gibson GL458 4.5 L V8   | M    | 1   | Gustavo Menezes   | 1-7      |
| Rebellion Racing     | Rebellion R13       | Gibson GL458 4.5 L V8   | M    | 1   | Norman Nato       | 1-7      |
| Rebellion Racing     | Rebellion R13       | Gibson GL458 4.5 L V8   | M    | 1   | Bruno Senna       | 1-7      |
| Rebellion Racing     | Rebellion R13       | Gibson GL458 4.5 L V8   | M    | 3*  | Nathanaël Berthon | 1, 7     |
| Rebellion Racing     | Rebellion R13       | Gibson GL458 4.5 L V8   | M    | 3*  | Pipo Derani       | 1        |
| Rebellion Racing     | Rebellion R13       | Gibson GL458 4.5 L V8   | M    | 3*  | Loïc Duval        | 1        |
| Rebellion Racing     | Rebellion R13       | Gibson GL458 4.5 L V8   | M    | 3*  | Louis Delétraz    | 7        |
| Rebellion Racing     | Rebellion R13       | Gibson GL458 4.5 L V8   | M    | 3*  | Romain Dumas      | 7        |
| ByKolles Racing Team | ENSO CLM P1/01      | Gibson GL458 4.5 L V8   | M    | 4*  | Tom Dillmann      | 6-7      |
| ByKolles Racing Team | ENSO CLM P1/01      | Gibson GL458 4.5 L V8   | M    | 4*  | Bruno Spengler    | 6-7      |
| ByKolles Racing Team | ENSO CLM P1/01      | Gibson GL458 4.5 L V8   | M    | 4*  | Oliver Webb       | 6-7      |
| Team LNT             | Ginetta G60-LT-P1   | AER P60C 2.4 L Turbo V6 | M    | 5   | Ben Hanley        | 1-4      |
| Team LNT             | Ginetta G60-LT-P1   | AER P60C 2.4 L Turbo V6 | M    | 5   | Egor Orudzhev     | 1-3      |
| Team LNT             | Ginetta G60-LT-P1   | AER P60C 2.4 L Turbo V6 | M    | 5   | Charlie Robertson | 1, 4     |
| Team LNT             | Ginetta G60-LT-P1   | AER P60C 2.4 L Turbo V6 | M    | 5   | Luca Ghiotto      | 2        |
| Team LNT             | Ginetta G60-LT-P1   | AER P60C 2.4 L Turbo V6 | M    | 5   | Jordan King       | 3-4      |
| Team LNT             | Ginetta G60-LT-P1   | AER P60C 2.4 L Turbo V6 | M    | 6   | Oliver Jarvis     | 1        |
| Team LNT             | Ginetta G60-LT-P1   | AER P60C 2.4 L Turbo V6 | M    | 6   | Michael Simpson   | 1-4      |
| Team LNT             | Ginetta G60-LT-P1   | AER P60C 2.4 L Turbo V6 | M    | 6   | Guy Smith         | 1-4      |
| Team LNT             | Ginetta G60-LT-P1   | AER P60C 2.4 L Turbo V6 | M    | 6   | Charlie Robertson | 2-3      |
| Team LNT             | Ginetta G60-LT-P1   | AER P60C 2.4 L Turbo V6 | M    | 6   | Chris Dyson       | 4        |
| Toyota Gazoo Racing  | Toyota TS050 Hybrid | Toyota 2.4 L Turbo V6   | M    | 7   | Mike Conway       | Todas    |
| Toyota Gazoo Racing  | Toyota TS050 Hybrid | Toyota 2.4 L Turbo V6   | M    | 7   | Kamui Kobayashi   | Todas    |
| Toyota Gazoo Racing  | Toyota TS050 Hybrid | Toyota 2.4 L Turbo V6   | M    | 7   | José María López  | Todas    |
| Toyota Gazoo Racing  | Toyota TS050 Hybrid | Toyota 2.4 L Turbo V6   | M    | 8   | Sébastien Buemi   | Todas    |
| Toyota Gazoo Racing  | Toyota TS050 Hybrid | Toyota 2.4 L Turbo V6   | M    | 8   | Brendon Hartley   | Todas    |
| Toyota Gazoo Racing  | Toyota TS050 Hybrid | Toyota 2.4 L Turbo V6   | M    | 8   | Kazuki Nakajima   | Todas    |

- * El Rebellion #3 y el ByKolles #4 no clasificaron en el campeonato debido a que su inscripción, de solamente dos carreras cada uno, no fue de temporada completa.

### LMP2
Todos los automóviles de LMP2 llevan motor Gibson GK428 4.2 L V8.
| Equipo                | Automóvil    | Neu. | N.º | Pilotos                | Carreras |
| --------------------- | ------------ | ---- | --- | ---------------------- | -------- |
| United Autosports     | Oreca 07     | M    | 22  | Filipe Albuquerque     | Todas    |
| United Autosports     | Oreca 07     | M    | 22  | Philip Hanson          | Todas    |
| United Autosports     | Oreca 07     | M    | 22  | Paul di Resta          | 1, 3-8   |
| United Autosports     | Oreca 07     | M    | 22  | Oliver Jarvis          | 2        |
| Racing Team Nederland | Oreca 07     | M    | 29  | Giedo van der Garde    | Todas    |
| Racing Team Nederland | Oreca 07     | M    | 29  | Frits van Eerd         | Todas    |
| Racing Team Nederland | Oreca 07     | M    | 29  | Job van Uitert         | 1, 6     |
| Racing Team Nederland | Oreca 07     | M    | 29  | Nyck de Vries          | 2-5, 7-8 |
| High Class Racing     | Oreca 07     | G M  | 33  | Anders Fjordbach       | 1-7      |
| High Class Racing     | Oreca 07     | G M  | 33  | Mark Patterson         | 1-7      |
| High Class Racing     | Oreca 07     | G M  | 33  | Kenta Yamashita        | 1-7      |
| Signatech Alpine Elf  | Alpine A470  | M    | 36  | Thomas Laurent         | Todas    |
| Signatech Alpine Elf  | Alpine A470  | M    | 36  | André Negrão           | Todas    |
| Signatech Alpine Elf  | Alpine A470  | M    | 36  | Pierre Ragues          | Todas    |
| Jackie Chan DC Racing | Oreca 07     | G    | 37  | Will Stevens           | Todas    |
| Jackie Chan DC Racing | Oreca 07     | G    | 37  | Ho-Pin Tung            | Todas    |
| Jackie Chan DC Racing | Oreca 07     | G    | 37  | Gabriel Aubry          | 1-5, 7-8 |
| Jackie Chan DC Racing | Oreca 07     | G    | 37  | Ryan Cullen            | 6        |
| Jota Sport            | Oreca 07     | G    | 38  | António Félix da Costa | Todas    |
| Jota Sport            | Oreca 07     | G    | 38  | Roberto González       | Todas    |
| Jota Sport            | Oreca 07     | G    | 38  | Anthony Davidson       | 2-8      |
| Cool Racing           | Oreca 07     | M    | 42  | Antonin Borga          | 1-7      |
| Cool Racing           | Oreca 07     | M    | 42  | Nicolas Lapierre       | 1-7      |
| Cool Racing           | Oreca 07     | M    | 42  | Alexandre Coigny       | 2-7      |
| Cetilar Racing        | Dallara P217 | M    | 47  | Andrea Belicchi        | Todas    |
| Cetilar Racing        | Dallara P217 | M    | 47  | Roberto Lacorte        | Todas    |
| Cetilar Racing        | Dallara P217 | M    | 47  | Giorgio Sernagiotto    | Todas    |

### LMGTE Pro
| Equipo              | Automóvil                | Motor                         | Neu. | N.º | Pilotos               | Carreras |
| ------------------- | ------------------------ | ----------------------------- | ---- | --- | --------------------- | -------- |
| AF Corse            | Ferrari 488 GTE Evo      | Ferrari F154CB 3.9 L Turbo V8 | M    | 51  | James Calado          | Todas    |
| AF Corse            | Ferrari 488 GTE Evo      | Ferrari F154CB 3.9 L Turbo V8 | M    | 51  | Alessandro Pier Guidi | 1-7      |
| AF Corse            | Ferrari 488 GTE Evo      | Ferrari F154CB 3.9 L Turbo V8 | M    | 51  | Daniel Serra          | 7-8      |
| AF Corse            | Ferrari 488 GTE Evo      | Ferrari F154CB 3.9 L Turbo V8 | M    | 71  | Miguel Molina         | Todas    |
| AF Corse            | Ferrari 488 GTE Evo      | Ferrari F154CB 3.9 L Turbo V8 | M    | 71  | Davide Rigon          | Todas    |
| AF Corse            | Ferrari 488 GTE Evo      | Ferrari F154CB 3.9 L Turbo V8 | M    | 71  | Sam Bird              | 7        |
| Porsche GT Team     | Porsche 911 RSR-19       | Porsche 4.2 L Flat-6          | M    | 91  | Gianmaria Bruni       | Todas    |
| Porsche GT Team     | Porsche 911 RSR-19       | Porsche 4.2 L Flat-6          | M    | 91  | Richard Lietz         | Todas    |
| Porsche GT Team     | Porsche 911 RSR-19       | Porsche 4.2 L Flat-6          | M    | 91  | Frédéric Makowiecki   | 7        |
| Porsche GT Team     | Porsche 911 RSR-19       | Porsche 4.2 L Flat-6          | M    | 92  | Michael Christensen   | Todas    |
| Porsche GT Team     | Porsche 911 RSR-19       | Porsche 4.2 L Flat-6          | M    | 92  | Kévin Estre           | Todas    |
| Porsche GT Team     | Porsche 911 RSR-19       | Porsche 4.2 L Flat-6          | M    | 92  | Laurens Vanthoor      | 7        |
| Aston Martin Racing | Aston Martin Vantage AMR | Aston Martin 4.0 L Turbo V8   | M    | 95  | Marco Sørensen        | Todas    |
| Aston Martin Racing | Aston Martin Vantage AMR | Aston Martin 4.0 L Turbo V8   | M    | 95  | Nicki Thiim           | Todas    |
| Aston Martin Racing | Aston Martin Vantage AMR | Aston Martin 4.0 L Turbo V8   | M    | 95  | Richard Westbrook     | 7        |
| Aston Martin Racing | Aston Martin Vantage AMR | Aston Martin 4.0 L Turbo V8   | M    | 97  | Maxime Martin         | Todas    |
| Aston Martin Racing | Aston Martin Vantage AMR | Aston Martin 4.0 L Turbo V8   | M    | 97  | Alex Lynn             | 1-7      |
| Aston Martin Racing | Aston Martin Vantage AMR | Aston Martin 4.0 L Turbo V8   | M    | 97  | Harry Tincknell       | 7        |
| Aston Martin Racing | Aston Martin Vantage AMR | Aston Martin 4.0 L Turbo V8   | M    | 97  | Richard Westbrook     | 8        |

### LMGTE Am
| Equipo                | Automóvil                | Motor                         | Neu. | N.º | Pilotos                  | Carreras  |
| --------------------- | ------------------------ | ----------------------------- | ---- | --- | ------------------------ | --------- |
| AF Corse              | Ferrari 488 GTE Evo      | Ferrari F154CB 3.9 L Turbo V8 | M    | 54  | Francesco Castellacci    | Todas     |
| AF Corse              | Ferrari 488 GTE Evo      | Ferrari F154CB 3.9 L Turbo V8 | M    | 54  | Giancarlo Fisichella     | Todas     |
| AF Corse              | Ferrari 488 GTE Evo      | Ferrari F154CB 3.9 L Turbo V8 | M    | 54  | Thomas Flohr             | Todas     |
| AF Corse              | Ferrari 488 GTE Evo      | Ferrari F154CB 3.9 L Turbo V8 | M    | 83  | Emmanuel Collard         | Todas     |
| AF Corse              | Ferrari 488 GTE Evo      | Ferrari F154CB 3.9 L Turbo V8 | M    | 83  | Nicklas Nielsen          | Todas     |
| AF Corse              | Ferrari 488 GTE Evo      | Ferrari F154CB 3.9 L Turbo V8 | M    | 83  | François Perrodo         | Todas     |
| Team Project 1        | Porsche 911 RSR          | Porsche 4.0 L Flat-6          | M    | 56  | Egidio Perfetti          | Todas     |
| Team Project 1        | Porsche 911 RSR          | Porsche 4.0 L Flat-6          | M    | 56  | Matteo Cairoli           | 1-7       |
| Team Project 1        | Porsche 911 RSR          | Porsche 4.0 L Flat-6          | M    | 56  | David Kolkmann           | 1         |
| Team Project 1        | Porsche 911 RSR          | Porsche 4.0 L Flat-6          | M    | 56  | David Heinemeier Hansson | 2-4       |
| Team Project 1        | Porsche 911 RSR          | Porsche 4.0 L Flat-6          | M    | 56  | Laurents Hörr            | 5-6       |
| Team Project 1        | Porsche 911 RSR          | Porsche 4.0 L Flat-6          | M    | 56  | Larry ten Voorde         | 7-8       |
| Team Project 1        | Porsche 911 RSR          | Porsche 4.0 L Flat-6          | M    | 56  | Jörg Bergmeister         | 8         |
| Team Project 1        | Porsche 911 RSR          | Porsche 4.0 L Flat-6          | M    | 57  | Jeroen Bleekemolen       | Todas     |
| Team Project 1        | Porsche 911 RSR          | Porsche 4.0 L Flat-6          | M    | 57  | Ben Keating              | Todas     |
| Team Project 1        | Porsche 911 RSR          | Porsche 4.0 L Flat-6          | M    | 57  | Felipe Fraga             | 1-2, 5-7  |
| Team Project 1        | Porsche 911 RSR          | Porsche 4.0 L Flat-6          | M    | 57  | Larry ten Voorde         | 3-4       |
| Team Project 1        | Porsche 911 RSR          | Porsche 4.0 L Flat-6          | M    | 57  | Dylan Pereira            | 8         |
| Red River Sport       | Ferrari 488 GTE Evo      | Ferrari F154CB 3.9 L Turbo V8 | M    | 62  | Bonamy Grimes            | Todas     |
| Red River Sport       | Ferrari 488 GTE Evo      | Ferrari F154CB 3.9 L Turbo V8 | M    | 62  | Charles Hollings         | 1-7       |
| Red River Sport       | Ferrari 488 GTE Evo      | Ferrari F154CB 3.9 L Turbo V8 | M    | 62  | Johnny Mowlem            | 1-7       |
| Red River Sport       | Ferrari 488 GTE Evo      | Ferrari F154CB 3.9 L Turbo V8 | M    | 62  | Kei Cozzolino            | 8         |
| Red River Sport       | Ferrari 488 GTE Evo      | Ferrari F154CB 3.9 L Turbo V8 | M    | 62  | Colin Noble              | 8         |
| MR Racing             | Ferrari 488 GTE Evo      | Ferrari F154CB 3.9 L Turbo V8 | M    | 70  | Kei Cozzolino            | 1-5, 7    |
| MR Racing             | Ferrari 488 GTE Evo      | Ferrari F154CB 3.9 L Turbo V8 | M    | 70  | Olivier Beretta          | 1-5       |
| MR Racing             | Ferrari 488 GTE Evo      | Ferrari F154CB 3.9 L Turbo V8 | M    | 70  | Motoaki Ishikawa         | 1-5       |
| MR Racing             | Ferrari 488 GTE Evo      | Ferrari F154CB 3.9 L Turbo V8 | M    | 70  | Vincent Abril            | 7         |
| MR Racing             | Ferrari 488 GTE Evo      | Ferrari F154CB 3.9 L Turbo V8 | M    | 70  | Takeshi Kimura           | 7         |
| Dempsey-Proton Racing | Porsche 911 RSR          | Porsche 4.0 L Flat-6          | M    | 77  | Riccardo Pera            | Todas     |
| Dempsey-Proton Racing | Porsche 911 RSR          | Porsche 4.0 L Flat-6          | M    | 77  | Christian Ried           | Todas     |
| Dempsey-Proton Racing | Porsche 911 RSR          | Porsche 4.0 L Flat-6          | M    | 77  | Matt Campbell            | 1-7       |
| Dempsey-Proton Racing | Porsche 911 RSR          | Porsche 4.0 L Flat-6          | M    | 77  | Dennis Olsen             | 8         |
| Dempsey-Proton Racing | Porsche 911 RSR          | Porsche 4.0 L Flat-6          | M    | 88  | Thomas Preining          | 1-5, 7    |
| Dempsey-Proton Racing | Porsche 911 RSR          | Porsche 4.0 L Flat-6          | M    | 88  | Gianluca Giraudi         | 1, 6      |
| Dempsey-Proton Racing | Porsche 911 RSR          | Porsche 4.0 L Flat-6          | M    | 88  | Ricardo Sánchez          | 1, 6      |
| Dempsey-Proton Racing | Porsche 911 RSR          | Porsche 4.0 L Flat-6          | M    | 88  | Satoshi Hoshino          | 2         |
| Dempsey-Proton Racing | Porsche 911 RSR          | Porsche 4.0 L Flat-6          | M    | 88  | Adrien de Leener         | 2, 4-5, 7 |
| Dempsey-Proton Racing | Porsche 911 RSR          | Porsche 4.0 L Flat-6          | M    | 88  | Will Bamber              | 3         |
| Dempsey-Proton Racing | Porsche 911 RSR          | Porsche 4.0 L Flat-6          | M    | 88  | Angelo Negro             | 3         |
| Dempsey-Proton Racing | Porsche 911 RSR          | Porsche 4.0 L Flat-6          | M    | 88  | Khaled Al Qubaisi        | 4, 8      |
| Dempsey-Proton Racing | Porsche 911 RSR          | Porsche 4.0 L Flat-6          | M    | 88  | Bret Curtis              | 5         |
| Dempsey-Proton Racing | Porsche 911 RSR          | Porsche 4.0 L Flat-6          | M    | 88  | Lucas Légeret            | 6         |
| Dempsey-Proton Racing | Porsche 911 RSR          | Porsche 4.0 L Flat-6          | M    | 88  | Dominique Bastien        | 7         |
| Dempsey-Proton Racing | Porsche 911 RSR          | Porsche 4.0 L Flat-6          | M    | 88  | Marco Holzer             | 8         |
| Dempsey-Proton Racing | Porsche 911 RSR          | Porsche 4.0 L Flat-6          | M    | 88  | Jaxon Evans              | 8         |
| Gulf Racing           | Porsche 911 RSR          | Porsche 4.0 L Flat-6          | M    | 86  | Ben Barker               | Todas     |
| Gulf Racing           | Porsche 911 RSR          | Porsche 4.0 L Flat-6          | M    | 86  | Michael Wainwright       | Todas     |
| Gulf Racing           | Porsche 911 RSR          | Porsche 4.0 L Flat-6          | M    | 86  | Andrew Watson            | 1-7       |
| Gulf Racing           | Porsche 911 RSR          | Porsche 4.0 L Flat-6          | M    | 86  | Alessio Picariello       | 8         |
| TF Sport              | Aston Martin Vantage AMR | Aston Martin 4.0 L Turbo V8   | M    | 90  | Jonathan Adam            | Todas     |
| TF Sport              | Aston Martin Vantage AMR | Aston Martin 4.0 L Turbo V8   | M    | 90  | Charlie Eastwood         | Todas     |
| TF Sport              | Aston Martin Vantage AMR | Aston Martin 4.0 L Turbo V8   | M    | 90  | Salih Yoluç              | Todas     |
| Aston Martin Racing   | Aston Martin Vantage AMR | Aston Martin 4.0 L Turbo V8   | M    | 98  | Paul Dalla Lana          | Todas     |
| Aston Martin Racing   | Aston Martin Vantage AMR | Aston Martin 4.0 L Turbo V8   | M    | 98  | Ross Gunn                | Todas     |
| Aston Martin Racing   | Aston Martin Vantage AMR | Aston Martin 4.0 L Turbo V8   | M    | 98  | Darren Turner            | 1-5       |
| Aston Martin Racing   | Aston Martin Vantage AMR | Aston Martin 4.0 L Turbo V8   | M    | 98  | Augusto Farfus           | 6-7       |
| Aston Martin Racing   | Aston Martin Vantage AMR | Aston Martin 4.0 L Turbo V8   | M    | 98  | Pedro Lamy               | 8         |

## Resultados por carrera
| Ronda | Circuito          | Ganadores                                       | Ganadores                                                | Ganadores                               | Ganadores                                         | Resultados |
| Ronda | Circuito          | LMP1                                            | LMP2                                                     | LMGTE Pro                               | LMGTE Am                                          | Resultados |
| ----- | ----------------- | ----------------------------------------------- | -------------------------------------------------------- | --------------------------------------- | ------------------------------------------------- | ---------- |
| 1     | Silverstone       | Toyota Gazoo Racing N.º 7                       | Cool Racing N.º 42                                       | Porsche GT Team N.º 91                  | AF Corse N.º 83                                   | Resultados |
| 1     | Silverstone       | Mike Conway Kamui Kobayashi José María López    | Nicolas Lapierre Antonin Borga                           | Gianmaria Bruni Richard Lietz           | Emmanuel Collard Nicklas Nielsen François Perrodo | Resultados |
| 2     | Fuji              | Toyota Gazoo Racing N.º 8                       | Racing Team Nederland N.º 29                             | Aston Martin Racing N.º 95              | TF Sport N.º 90                                   | Resultados |
| 2     | Fuji              | Sébastien Buemi Brendon Hartley Kazuki Nakajima | Nyck de Vries Giedo van der Garde Frits van Eerd         | Marco Sørensen Nicki Thiim              | Jonathan Adam Charlie Eastwood Salih Yoluç        | Resultados |
| 3     | Shanghái          | Rebellion Racing N.º 1                          | Jota Sport N.º 38                                        | AF Corse N.º 51                         | TF Sport N.º 90                                   | Resultados |
| 3     | Shanghái          | Gustavo Menezes Norman Nato Bruno Senna         | António Félix da Costa Anthony Davidson Roberto González | James Calado Alessandro Pier Guidi      | Jonathan Adam Charlie Eastwood Salih Yoluç        | Resultados |
| 4     | Baréin            | Toyota Gazoo Racing N.º 7                       | United Autosports N.º 22                                 | Aston Martin Racing N.º 95              | Team Project 1 N.º 57                             | Resultados |
| 4     | Baréin            | Mike Conway Kamui Kobayashi José María López    | Filipe Albuquerque Philip Hanson Paul di Resta           | Marco Sørensen Nicki Thiim              | Jeroen Bleekemolen Ben Keating Larry ten Voorde   | Resultados |
| 5     | Austin            | Toyota Gazoo Racing N.º 7                       | United Autosports N.º 22                                 | Aston Martin Racing N.º 95              | TF Sport N.º 90                                   | Resultados |
| 5     | Austin            | Mike Conway Kamui Kobayashi José María López    | Filipe Albuquerque Philip Hanson Paul di Resta           | Marco Sørensen Nicki Thiim              | Jonathan Adam Charlie Eastwood Salih Yoluç        | Resultados |
| 6     | Spa-Francorchamps | Toyota Gazoo Racing N.º 7                       | United Autosports N.º 22                                 | Porsche GT Team N.º 92                  | AF Corse N.º 83                                   | Resultados |
| 6     | Spa-Francorchamps | Mike Conway Kamui Kobayashi José María López    | Filipe Albuquerque Philip Hanson Paul di Resta           | Michael Christensen Kévin Estre         | Emmanuel Collard Nicklas Nielsen François Perrodo | Resultados |
| 7     | Le Mans           | Toyota Gazoo Racing N.º 8                       | United Autosports N.º 22                                 | Aston Martin Racing N.º 97              | TF Sport N.º 90                                   | Resultados |
| 7     | Le Mans           | Sébastien Buemi Brendon Hartley Kazuki Nakajima | Filipe Albuquerque Philip Hanson Paul di Resta           | Alex Lynn Maxime Martin Harry Tincknell | Jonathan Adam Charlie Eastwood Salih Yoluç        | Resultados |
| 8     | Baréin            | Toyota Gazoo Racing N.º 7                       | Jackie Chan DC Racing N.º 37                             | Porsche GT Team N.º 92                  | Team Project 1 N.º 56                             | Resultados |
| 8     | Baréin            | Mike Conway Kamui Kobayashi José María López    | Gabriel Aubry Will Stevens Ho-Pin Tung                   | Michael Christensen Kévin Estre         | Jörg Bergmeister Egidio Perfetti Larry ten Voorde | Resultados |

## Clasificaciones

### Sistemas de puntuación
Hay tres sistemas de puntuaciones diferentes para las distintas pruebas, siendo la primera para carreras de 4 y 6 horas de duración, la segunda para las carreras de 8 y 10 horas, y la última para las 24 Horas de Le Mans, la cual dobla los puntos del primer sistema. En todas las rondas se brinda un punto por pole position en todas las clases.
| Duración  | 1.º | 2.º | 3.º | 4.º | 5.º | 6.º | 7.º | 8.º | 9.º | 10.º | Otra | Pole |
| 4-6 horas | 25  | 18  | 15  | 12  | 10  | 8   | 6   | 4   | 2   | 1    | 0.5  | 1    |
| 8 horas   | 38  | 27  | 23  | 18  | 15  | 12  | 9   | 6   | 3   | 2    | 1    | 1    |
| 24 horas  | 50  | 36  | 30  | 24  | 20  | 16  | 12  | 8   | 4   | 2    | 1    | 1    |

### Campeonatos de pilotos

#### LMP
| Pos. | Piloto                 | Equipo                | SIL | FUJ | SHA | BHR | COA | SPA | LMS | BHR | Puntos |
| ---- | ---------------------- | --------------------- | --- | --- | --- | --- | --- | --- | --- | --- | ------ |
| 1    | Mike Conway            | Toyota Gazoo Racing   | 1   | 2   | 3   | 1   | 3   | 1   | 3   | 1   | 207    |
| 1    | Kamui Kobayashi        | Toyota Gazoo Racing   | 1   | 2   | 3   | 1   | 3   | 1   | 3   | 1   | 207    |
| 1    | José María López       | Toyota Gazoo Racing   | 1   | 2   | 3   | 1   | 3   | 1   | 3   | 1   | 207    |
| 2    | Sébastien Buemi        | Toyota Gazoo Racing   | 2   | 1   | 2   | 2   | 2   | 2   | 1   | 2   | 202    |
| 2    | Brendon Hartley        | Toyota Gazoo Racing   | 2   | 1   | 2   | 2   | 2   | 2   | 1   | 2   | 202    |
| 2    | Kazuki Nakajima        | Toyota Gazoo Racing   | 2   | 1   | 2   | 2   | 2   | 2   | 1   | 2   | 202    |
| 3    | Gustavo Menezes        | Rebellion Racing      | 9   | 3   | 1   | 3   | 1   | 3   | 2   |     | 145    |
| 3    | Norman Nato            | Rebellion Racing      | 9   | 3   | 1   | 3   | 1   | 3   | 2   |     | 145    |
| 3    | Bruno Senna            | Rebellion Racing      | 9   | 3   | 1   | 3   | 1   | 3   | 2   |     | 145    |
| 4    | Filipe Albuquerque     | United Autosports     | Ret | 6   | 8   | 4   | 4   | 4   | 4   | 6   | 90     |
| 4    | Philip Hanson          | United Autosports     | Ret | 6   | 8   | 4   | 4   | 4   | 4   | 6   | 90     |
| 5    | Paul di Resta          | United Autosports     | Ret |     | 8   | 4   | 4   | 4   | 4   | 6   | 82     |
| 6    | António Félix da Costa | Jota Sport            | 8   | DSQ | 6   | 5   | 6   | 7   | 5   | 4   | 79     |
| 6    | Roberto González       | Jota Sport            | 8   | DSQ | 6   | 5   | 6   | 7   | 5   | 4   | 79     |
| 7    | Anthony Davidson       | Jota Sport            |     | DSQ | 6   | 5   | 6   | 7   | 5   | 4   | 75     |
| 8    | Will Stevens           | Jackie Chan DC Racing | 7   | 5   | 7   | 6   | 5   | 9   | DSQ | 3   | 69     |
| 8    | Ho-Pin Tung            | Jackie Chan DC Racing | 7   | 5   | 7   | 6   | 5   | 9   | DSQ | 3   | 69     |
| 9    | Gabriel Aubry          | Jackie Chan DC Racing | 7   | 5   | 7   | 6   | 5   | WD  | DSQ | 3   | 67     |
| 10   | Giedo van der Garde    | Racing Team Nederland | 6   | 4   | 10  | 8   | 8   | 6   | 9   | 5   | 58     |
| 10   | Frits van Eerd         | Racing Team Nederland | 6   | 4   | 10  | 8   | 8   | 6   | 9   | 5   | 58     |
| 11   | Thomas Laurent         | Signatech Alpine Elf  | 5   | 10  | 9   | 7   | 9   | Ret | 6   | 7   | 49     |
| 11   | André Negrão           | Signatech Alpine Elf  | 5   | 10  | 9   | 7   | 9   | Ret | 6   | 7   | 49     |
| 11   | Pierre Ragues          | Signatech Alpine Elf  | 5   | 10  | 9   | 7   | 9   | Ret | 6   | 7   | 49     |
| 12   | Antonin Borga          | Cool Racing           | 4   | 8   | Ret | 9   | 7   | 5   | 7   |     | 47     |
| 12   | Nicolas Lapierre       | Cool Racing           | 4   | 8   | Ret | 9   | 7   | 5   | 7   |     | 47     |
| 13   | Nyck de Vries          | Racing Team Nederland |     | 4   | 10  | 8   | 8   |     | 9   | 5   | 42     |
| 14   | Alexandre Coigny       | Cool Racing           |     | 8   | Ret | 9   | 7   | 5   | 7   |     | 35     |
| 15   | Ben Hanley             | Team LNT              | 3   | 11  | 4   | Ret |     |     |     |     | 27.5   |
| 15   | Egor Orudzhev          | Team LNT              | 3   | 11  | 4   |     |     |     |     |     | 27.5   |
| 16   | Charlie Robertson      | Team LNT              | 3   | 9   | 5   | Ret |     |     |     |     | 27     |
| 17   | Andrea Belicchi        | Cetilar Racing        | 10  | 12  | 12  | 11  | 11  | 8   | 8   | 8   | 21.5   |
| 17   | Roberto Lacorte        | Cetilar Racing        | 10  | 12  | 12  | 11  | 11  | 8   | 8   | 8   | 21.5   |
| 17   | Giorgio Sernagiotto    | Cetilar Racing        | 10  | 12  | 12  | 11  | 11  | 8   | 8   | 8   | 21.5   |
| 18   | Job van Uitert         | Racing Team Nederland | 6   |     |     |     |     | 6   |     |     | 16     |
| 19   | Michael Simpson        | Team LNT              | 12  | 9   | 5   | Ret |     |     |     |     | 12.5   |
| 19   | Guy Smith              | Team LNT              | 12  | 9   | 5   | Ret |     |     |     |     | 12.5   |
| 20   | Jordan King            | Team LNT              |     |     | 4   | Ret |     |     |     |     | 12     |
| 21   | Anders Fjordbach       | High Class Racing     | 11  | 7   | 11  | 10  | 10  | 10  | Ret |     | 11     |
| 21   | Mark Patterson         | High Class Racing     | 11  | 7   | 11  | 10  | 10  | 10  | Ret |     | 11     |
| 21   | Kenta Yamashita        | High Class Racing     | 11  | 7   | 11  | 10  | 10  | 10  | Ret |     | 11     |
| 22   | Oliver Jarvis          | Team LNT              | 12  |     |     |     |     |     |     |     | 8.5    |
| 22   | Oliver Jarvis          | United Autosports     |     | 6   |     |     |     |     |     |     | 8.5    |
| 23   | Ryan Cullen            | Jackie Chan DC Racing |     |     |     |     |     | 9   |     |     | 2      |
| 24   | Luca Ghiotto           | Team LNT              |     | 11  |     |     |     |     |     |     | 0.5    |
|      | Chris Dyson            | Team LNT              |     |     |     | Ret |     |     |     |     | 0      |
| Pos. | Piloto                 | Equipo                | SIL | FUJ | SHA | BHR | COA | SPA | LMS | BHR | Puntos |

| Color     | Resultado                                                               |
| --------- | ----------------------------------------------------------------------- |
| Oro       | Ganador                                                                 |
| Plata     | 2.ª plaza                                                               |
| Bronce    | 3.ª plaza                                                               |
| Verde     | Finalizó en los puntos                                                  |
| Azul      | Finalizó sin puntos                                                     |
| Azul      | NC - No clasificado                                                     |
| Violeta   | Ret - No terminó (Carrera)                                              |
| Rojo      | DNQ - No se clasificó                                                   |
| Negro     | DSQ - Descalificado                                                     |
| Blanco    | DNS - No empezó (carrera)                                               |
| Blanco    | WD - Retirado (fin de semana)                                           |
| Blanco    | C - Carrera cancelada                                                   |
| Sin color | DNP - Inscrito pero no participó                                        |
| Sin color | INJ - Lesionado                                                         |
| Sin color | EX - Excluido                                                           |
| Estado    | Resultado                                                               |
| Negrita   | Pole position                                                           |
| Cursiva   | Vuelta rápida                                                           |
| †         | Abandona, pero clasifica al completar el porcentaje requerido para ello |

Fuente: FIA WEC

#### GTE
25 mejores posicionados:
| Pos. | Piloto                | Escudería             | SIL | FUJ | SHA | BHR | COA | SPA | LMS | BHR | Puntos |
| ---- | --------------------- | --------------------- | --- | --- | --- | --- | --- | --- | --- | --- | ------ |
| 1    | Marco Sørensen        | Aston Martin Racing   | 5   | 1   | 5   | 1   | 1   | 2   | 3   | 5   | 172    |
| 1    | Nicki Thiim           | Aston Martin Racing   | 5   | 1   | 5   | 1   | 1   | 2   | 3   | 5   | 172    |
| 2    | Maxime Martin         | Aston Martin Racing   | 3   | 3   | 4   | 3   | 4   | 3   | 1   | 4   | 160    |
| 3    | Michael Christensen   | Porsche GT Team       | 2   | 2   | 2   | 7   | 2   | 1   | 11  | 1   | 148    |
| 3    | Kévin Estre           | Porsche GT Team       | 2   | 2   | 2   | 7   | 2   | 1   | 11  | 1   | 148    |
| 4    | Alex Lynn             | Aston Martin Racing   | 3   | 3   | 4   | 3   | 4   | 3   | 1   |     | 142    |
| 5    | James Calado          | AF Corse              | 4   | 4   | 1   | 4   | 3   | 4   | 2   | 12  | 132    |
| 6    | Alessandro Pier Guidi | AF Corse              | 4   | 4   | 1   | 4   | 3   | 4   | 2   |     | 131    |
| 7    | Gianmaria Bruni       | Porsche GT Team       | 1   | 6   | 3   | 5   | 8   | 5   | 9   | 2   | 111    |
| 7    | Richard Lietz         | Porsche GT Team       | 1   | 6   | 3   | 5   | 8   | 5   | 9   | 2   | 111    |
| 8    | Miguel Molina         | AF Corse              | Ret | 5   | 6   | 2   | 5   | 6   | NC  | 3   | 86     |
| 8    | Davide Rigon          | AF Corse              | Ret | 5   | 6   | 2   | 5   | 6   | NC  | 3   | 86     |
| 9    | Harry Tincknell       | Aston Martin Racing   |     |     |     |     |     |     | 1   |     | 50     |
| 10   | Richard Westbrook     | Aston Martin Racing   |     |     |     |     |     |     | 3   | 4   | 48     |
| 11   | Jonathan Adam         | TF Sport              | 12  | 7   | 7   | Ret | 6   | 9   | 4   | 14  | 47.5   |
| 11   | Charlie Eastwood      | TF Sport              | 12  | 7   | 7   | Ret | 6   | 9   | 4   | 14  | 47.5   |
| 11   | Salih Yoluç           | TF Sport              | 12  | 7   | 7   | Ret | 6   | 9   | 4   | 14  | 47.5   |
| 12   | Emmanuel Collard      | AF Corse              | 6   | 8   | 10  | 10  | 10  | 7   | 6   | 7   | 47     |
| 12   | Nicklas Nielsen       | AF Corse              | 6   | 8   | 10  | 10  | 10  | 7   | 6   | 7   | 47     |
| 12   | François Perrodo      | AF Corse              | 6   | 8   | 10  | 10  | 10  | 7   | 6   | 7   | 47     |
| 13   | Larry ten Voorde      | Team Project 1        |     |     | 8   | 6   |     |     | 7   | 6   | 40     |
| 14   | Daniel Serra          | AF Corse              |     |     |     |     |     |     | 2   | 12  | 37     |
| 15   | Egidio Perfetti       | Team Project 1        | 11  | 13  | 11  | 15  | 9   | 10  | 7   | 6   | 29.5   |
| 16   | Riccardo Pera         | Dempsey-Proton Racing | 10  | 11  | 17  | 12  | 11  | 8   | 5   | 13  | 28.5   |
| 16   | Christian Ried        | Dempsey-Proton Racing | 10  | 11  | 17  | 12  | 11  | 8   | 5   | 13  | 28.5   |
| 17   | Matt Campbell         | Dempsey-Proton Racing | 10  | 11  | 17  | 12  | 11  | 8   | 5   |     | 27.5   |
| 18   | Paul Dalla Lana       | Aston Martin Racing   | 7   | 17  | 9   | 8   | 7   | 15  | 10  | 15  | 24     |
| 18   | Ross Gunn             | Aston Martin Racing   | 7   | 17  | 9   | 8   | 7   | 15  | 10  | 15  | 24     |
| 19   | Jeroen Bleekemolen    | Team Project 1        | 15  | 9   | 8   | 6   | 17  | 12  | 13  | 11  | 21.5   |
| 19   | Ben Keating           | Team Project 1        | 15  | 9   | 8   | 6   | 17  | 12  | 13  | 11  | 21.5   |
| 20   | Darren Turner         | Aston Martin Racing   | 7   | 17  | 9   | 8   | 7   |     |     |     | 20.5   |
| 21   | Matteo Cairoli        | Team Project 1        | 11  | 13  | 11  | 15  | 9   | 10  | 7   |     | 17.5   |
| 22   | Ben Barker            | Gulf Racing           | 9   | 14  | 15  | 9   | 12  | 16  | 8   | 10  | 17     |
| 22   | Michael Wainwright    | Gulf Racing           | 9   | 14  | 15  | 9   | 12  | 16  | 8   | 10  | 17     |
| 23   | Andrew Watson         | Gulf Racing           | 9   | 14  | 15  | 9   | 12  | 16  | 8   |     | 15     |
| 24   | Jörg Bergmeister      | Team Project 1        |     |     |     |     |     |     |     | 6   | 12     |
| 25   | Kei Cozzolino         | MR Racing             | 8   | 10  | 13  | 13  | 16  |     | Ret |     | 7      |
| Pos. | Piloto                | Escudería             | SIL | FUJ | SHA | BHR | COA | SPA | LMS | BHR | Puntos |

Fuente: FIA WEC

#### Trofeo LMP2
| Pos. | Piloto                 | Escudería             | SIL | FUJ | SHA | BHR | COA | SPA | LMS | BHR | Puntos |
| ---- | ---------------------- | --------------------- | --- | --- | --- | --- | --- | --- | --- | --- | ------ |
| 1    | Filipe Albuquerque     | United Autosports     | Ret | 3   | 3   | 1   | 1   | 1   | 1   | 4   | 190    |
| 1    | Philip Hanson          | United Autosports     | Ret | 3   | 3   | 1   | 1   | 1   | 1   | 4   | 190    |
| 2    | Paul di Resta          | United Autosports     | Ret |     | 3   | 1   | 1   | 1   | 1   | 4   | 175    |
| 3    | António Félix da Costa | Jota Sport            | 5   | DSQ | 1   | 2   | 3   | 4   | 2   | 2   | 152    |
| 3    | Roberto González       | Jota Sport            | 5   | DSQ | 1   | 2   | 3   | 4   | 2   | 2   | 152    |
| 4    | Anthony Davidson       | Jota Sport            |     | DSQ | 1   | 2   | 3   | 4   | 2   | 2   | 142    |
| 5    | Will Stevens           | Jackie Chan DC Racing | 4   | 2   | 2   | 3   | 2   | 6   | DSQ | 1   | 136    |
| 5    | Ho-Pin Tung            | Jackie Chan DC Racing | 4   | 2   | 2   | 3   | 2   | 6   | DSQ | 1   | 136    |
| 6    | Giedo van der Garde    | Racing Team Nederland | 3   | 1   | 5   | 5   | 5   | 3   | 6   | 3   | 130    |
| 6    | Frits van Eerd         | Racing Team Nederland | 3   | 1   | 5   | 5   | 5   | 3   | 6   | 3   | 130    |
| 7    | Gabriel Aubry          | Jackie Chan DC Racing | 4   | 2   | 2   | 3   | 2   | WD  | DSQ | 1   | 128    |
| 8    | Thomas Laurent         | Signatech Alpine Elf  | 2   | 6   | 4   | 4   | 6   | Ret | 3   | 5   | 109    |
| 8    | André Negrão           | Signatech Alpine Elf  | 2   | 6   | 4   | 4   | 6   | Ret | 3   | 5   | 109    |
| 8    | Pierre Ragues          | Signatech Alpine Elf  | 2   | 6   | 4   | 4   | 6   | Ret | 3   | 5   | 109    |
| 9    | Antonin Borga          | Cool Racing           | 1   | 5   | Ret | 6   | 4   | 2   | 4   |     | 103    |
| 9    | Nicolas Lapierre       | Cool Racing           | 1   | 5   | Ret | 6   | 4   | 2   | 4   |     | 103    |
| 10   | Nyck de Vries          | Racing Team Nederland |     | 1   | 5   | 5   | 5   |     | 6   | 3   | 99     |
| 11   | Alexandre Coigny       | Cool Racing           | WD  | 5   | Ret | 6   | 4   | 2   | 4   |     | 78     |
| 12   | Andrea Belicchi        | Cetilar Racing        | 6   | 7   | 7   | 8   | 8   | 5   | 5   | 6   | 72     |
| 12   | Roberto Lacorte        | Cetilar Racing        | 6   | 7   | 7   | 8   | 8   | 5   | 5   | 6   | 72     |
| 12   | Giorgio Sernagiotto    | Cetilar Racing        | 6   | 7   | 7   | 8   | 8   | 5   | 5   | 6   | 72     |
| 13   | Anders Fjordbach       | High Class Racing     | 7   | 4   | 6   | 7   | 7   | 7   | Ret |     | 47     |
| 13   | Mark Patterson         | High Class Racing     | 7   | 4   | 6   | 7   | 7   | 7   | Ret |     | 47     |
| 13   | Kenta Yamashita        | High Class Racing     | 7   | 4   | 6   | 7   | 7   | 7   | Ret |     | 47     |
| 14   | Job van Uitert         | Racing Team Nederland | 3   |     |     |     |     | 3   |     |     | 31     |
| 15   | Oliver Jarvis          | United Autosports     |     | 3   |     |     |     |     |     |     | 15     |
| 16   | Ryan Cullen            | Jackie Chan DC Racing |     |     |     |     |     | 6   |     |     | 8      |
| Pos. | Piloto                 | Escudería             | SIL | FUJ | SHA | BHR | COA | SPA | LMS | BHR | Puntos |

Fuente: FIA WEC

#### Trofeo GTE Am
25 mejores posicionados:
| Pos. | Piloto                   | Escudería             | SIL | FUJ | SHA | BHR | COA | SPA | LMS | BHR | Puntos |
| ---- | ------------------------ | --------------------- | --- | --- | --- | --- | --- | --- | --- | --- | ------ |
| 1    | Emmanuel Collard         | AF Corse              | 1   | 2   | 4   | 4   | 4   | 1   | 3   | 2   | 167    |
| 1    | Nicklas Nielsen          | AF Corse              | 1   | 2   | 4   | 4   | 4   | 1   | 3   | 2   | 167    |
| 1    | François Perrodo         | AF Corse              | 1   | 2   | 4   | 4   | 4   | 1   | 3   | 2   | 167    |
| 2    | Jonathan Adam            | TF Sport              | 7   | 1   | 1   | Ret | 1   | 3   | 1   | 8   | 154    |
| 2    | Charlie Eastwood         | TF Sport              | 7   | 1   | 1   | Ret | 1   | 3   | 1   | 8   | 154    |
| 2    | Salih Yoluç              | TF Sport              | 7   | 1   | 1   | Ret | 1   | 3   | 1   | 8   | 154    |
| 3    | Larry ten Voorde         | Team Project 1        |     |     | 2   | 1   |     |     | 4   | 1   | 119    |
| 4    | Egidio Perfetti          | Team Project 1        | 6   | 7   | 5   | 9   | 3   | 4   | 4   | 1   | 118    |
| 5    | Riccardo Pera            | Dempsey-Proton Racing | 5   | 5   | 11  | 6   | 5   | 2   | 2   | 7   | 107.5  |
| 5    | Christian Ried           | Dempsey-Proton Racing | 5   | 5   | 11  | 6   | 5   | 2   | 2   | 7   | 107.5  |
| 6    | Jeroen Bleekemolen       | Team Project 1        | 10  | 3   | 2   | 1   | 11  | 6   | 8   | 6   | 101.5  |
| 6    | Ben Keating              | Team Project 1        | 10  | 3   | 2   | 1   | 11  | 6   | 8   | 6   | 101.5  |
| 7    | Paul Dalla Lana          | Aston Martin Racing   | 2   | 11  | 3   | 2   | 2   | 9   | 6   | 9   | 100.5  |
| 7    | Ross Gunn                | Aston Martin Racing   | 2   | 11  | 3   | 2   | 2   | 9   | 6   | 9   | 100.5  |
| 8    | Matt Campbell            | Dempsey-Proton Racing | 5   | 5   | 11  | 6   | 5   | 2   | 2   |     | 98.5   |
| 9    | Ben Barker               | Gulf Racing           | 4   | 8   | 9   | 3   | 6   | 10  | 5   | 5   | 85     |
| 9    | Michael Wainwright       | Gulf Racing           | 4   | 8   | 9   | 3   | 6   | 10  | 5   | 5   | 85     |
| 10   | Matteo Cairoli           | Team Project 1        | 6   | 7   | 5   | 9   | 3   | 4   | 4   |     | 80     |
| 11   | Darren Turner            | Aston Martin Racing   | 2   | 11  | 3   | 2   | 2   |     |     |     | 78.5   |
| 12   | Francesco Castellacci    | AF Corse              | 9   | 6   | 8   | 5   | 7   | 7   | 7   | 4   | 71     |
| 12   | Giancarlo Fisichella     | AF Corse              | 9   | 6   | 8   | 5   | 7   | 7   | 7   | 4   | 71     |
| 12   | Thomas Flohr             | AF Corse              | 9   | 6   | 8   | 5   | 7   | 7   | 7   | 4   | 71     |
| 13   | Andrew Watson            | Gulf Racing           | 4   | 8   | 9   | 3   | 6   | 10  | 5   |     | 70     |
| 14   | Kei Cozzolino            | MR Racing             | 3   | 4   | 7   | 7   | 10  |     | Ret |     | 45     |
| 14   | Kei Cozzolino            | Red River Sport       |     |     |     |     |     |     |     | 10  | 45     |
| 15   | Olivier Beretta          | MR Racing             | 3   | 4   | 7   | 7   | 10  |     |     |     | 43     |
| 15   | Motoaki Ishikawa         | MR Racing             | 3   | 4   | 7   | 7   | 10  |     |     |     | 43     |
| 16   | Jörg Bergmeister         | Team Project 1        |     |     |     |     |     |     |     | 1   | 38     |
| 17   | Felipe Fraga             | Team Project 1        | 10  | 3   |     |     | 11  | 6   | 8   |     | 32.5   |
| 18   | Laurents Hörr            | Team Project 1        |     |     |     |     | 3   | 4   |     |     | 28     |
| 19   | Bonamy Grimes            | Red River Sport       | 8   | 10  | 10  | 8   | 8   | 8   | 9   | 10  | 26     |
| 20   | Charles Hollings         | Red River Sport       | 8   | 10  | 10  | 8   | 8   | 8   | 9   |     | 24     |
| 20   | Johnny Mowlem            | Red River Sport       | 8   | 10  | 10  | 8   | 8   | 8   | 9   |     | 24     |
| 21   | Khaled Al Qubaisi        | Dempsey-Proton Racing |     |     |     | Ret |     |     |     | 3   | 23     |
| 21   | Jaxon Evans              | Dempsey-Proton Racing |     |     |     |     |     |     |     | 3   | 23     |
| 21   | Marco Holzer             | Dempsey-Proton Racing |     |     |     |     |     |     |     | 3   | 23     |
| 22   | David Heinemeier Hansson | Team Project 1        |     | 7   | 5   | 9   |     |     |     |     | 20     |
| 23   | Augusto Farfus           | Aston Martin Racing   |     |     |     |     |     | 9   | 6   |     | 18     |
| 24   | Alessio Picariello       | Gulf Racing           |     |     |     |     |     |     |     | 5   | 15     |
| 25   | Thomas Preining          | Dempsey-Proton Racing | 11  | 9   | 6   | Ret | 9   |     | NC  |     | 12.5   |
| Pos. | Piloto                   | Escudería             | SIL | FUJ | SHA | BHR | COA | SPA | LMS | BHR | Puntos |

Fuente: FIA WEC

### Campeonato de fabricantes

#### GTE
Los dos coches mejor ubicados de cada constructor entre ambas clases suman puntos.
| Pos. | Fabricante   | SIL | FUJ | SHA | BHR | COA | SPA | LMS | BHR | Puntos |
| ---- | ------------ | --- | --- | --- | --- | --- | --- | --- | --- | ------ |
| 1    | Aston Martin | 3   | 1   | 4   | 1   | 1   | 2   | 1   | 4   | 332    |
| 1    | Aston Martin | 5   | 3   | 5   | 3   | 4   | 3   | 3   | 5   | 332    |
| 2    | Porsche      | 1   | 2   | 2   | 5   | 2   | 1   | 5   | 1   | 289    |
| 2    | Porsche      | 2   | 6   | 3   | 6   | 8   | 5   | 7   | 2   | 289    |
| 3    | Ferrari      | 4   | 4   | 1   | 2   | 3   | 4   | 2   | 3   | 250    |
| 3    | Ferrari      | 6   | 5   | 6   | 4   | 5   | 6   | 6   | 7   | 250    |
| Pos. | Fabricante   | SIL | FUJ | SHA | BHR | COA | SPA | LMS | BHR | Puntos |

Fuente: FIA WEC

### Campeonatos de escuderías

#### LMP1
Solo puntúa el mejor automóvil clasificado de cada equipo.
| Pos. | Escudería           | SIL | FUJ | SHA | BHR | COA | SPA | LMS | BHR | Puntos |
| ---- | ------------------- | --- | --- | --- | --- | --- | --- | --- | --- | ------ |
| 1    | Toyota Gazoo Racing | 1   | 1   | 2   | 1   | 2   | 1   | 1   | 1   | 241    |
| 2    | Rebellion Racing    | 9   | 3   | 1   | 3   | 1   | 3   | 2   |     | 145    |
| 3    | Team LNT            | 3   | 9   | 4   | Ret | Ret | Ret | Ret |     | 29     |
| Pos. | Escudería           | SIL | FUJ | SHA | BHR | COA | SPA | LMS | BHR | Puntos |

Fuente: FIA WEC

#### Trofeo LMP2
| Pos. | N.º | Escudería             | SIL | FUJ | SHA | BHR | COA | SPA | LMS | BHR | Puntos |
| ---- | --- | --------------------- | --- | --- | --- | --- | --- | --- | --- | --- | ------ |
| 1    | 22  | United Autosports     | Ret | 3   | 3   | 1   | 1   | 1   | 1   | 4   | 190    |
| 2    | 38  | Jota Sport            | 5   | DSQ | 1   | 2   | 3   | 4   | 2   | 2   | 152    |
| 3    | 37  | Jackie Chan DC Racing | 4   | 2   | 2   | 3   | 2   | 6   | DSQ | 1   | 136    |
| 4    | 29  | Racing Team Nederland | 3   | 1   | 5   | 5   | 5   | 3   | 6   | 3   | 130    |
| 5    | 36  | Signatech Alpine Elf  | 2   | 6   | 4   | 4   | 6   | Ret | 3   | 5   | 109    |
| 6    | 42  | Cool Racing           | 1   | 5   | Ret | 6   | 4   | 2   | 4   |     | 103    |
| 7    | 47  | Cetilar Racing        | 6   | 7   | 7   | 8   | 8   | 5   | 5   | 6   | 72     |
| 8    | 33  | High Class Racing     | 7   | 4   | 6   | 7   | 7   | 7   | Ret |     | 47     |
| Pos. | N.º | Escudería             | SIL | FUJ | SHA | BHR | COA | SPA | LMS | BHR | Puntos |

Fuente: FIA WEC

#### Trofeo GTE Am
| Pos. | N.º | Escudería             | SIL | FUJ | SHA | BHR | COA | SPA | LMS | BHR | Puntos |
| ---- | --- | --------------------- | --- | --- | --- | --- | --- | --- | --- | --- | ------ |
| 1    | 83  | AF Corse              | 1   | 2   | 4   | 4   | 4   | 1   | 3   | 2   | 167    |
| 2    | 90  | TF Sport              | 7   | 1   | 1   | Ret | 1   | 3   | 1   | 8   | 154    |
| 3    | 56  | Team Project 1        | 6   | 7   | 5   | 9   | 3   | 4   | 4   | 1   | 118    |
| 4    | 77  | Dempsey-Proton Racing | 5   | 5   | 11  | 6   | 5   | 2   | 2   | 7   | 107.5  |
| 5    | 57  | Team Project 1        | 10  | 3   | 2   | 1   | 11  | 6   | 8   | 6   | 101.5  |
| 6    | 98  | Aston Martin Racing   | 2   | 11  | 3   | 2   | 2   | 9   | 6   | 9   | 100.5  |
| 7    | 86  | Gulf Racing           | 4   | 8   | 9   | 3   | 6   | 10  | 5   | 5   | 85     |
| 8    | 54  | AF Corse              | 9   | 6   | 8   | 5   | 7   | 7   | 7   | 4   | 71     |
| 9    | 88  | Dempsey-Proton Racing | 11  | 9   | 6   | Ret | 9   | 5   | NC  | 3   | 45.5   |
| 10   | 70  | MR Racing             | 3   | 4   | 7   | 7   | 10  |     | Ret |     | 43     |
| Pos. | N.º | Escudería             | SIL | FUJ | SHA | BHR | COA | SPA | LMS | BHR | Puntos |

Fuente: FIA WEC